# México nos Jogos Olímpicos de Verão de 2004
O México competiu nos Jogos Olímpicos de Verão de 2004, em Atenas, na Grécia.